# Astropecten mauritianus
Astropecten mauritianus är en sjöstjärneart som beskrevs av Gray 1840. Astropecten mauritianus ingår i släktet Astropecten och familjen kamsjöstjärnor. Inga underarter finns listade i Catalogue of Life.